# Eduard Hayden
Eduard von Hayden (6. června 1815– 7. března 1895 zámek Dorff) byl rakouský šlechtic a politik německé národnosti, v 2. polovině 19. století poslanec Říšské rady z Horních Rakous.

## Biografie
Pocházel ze starobylé šlechtické rodiny. Narodil se roku 1815, po několik let navštěvoval gymnázium v Kremsmünsteru, ale studia nedokončil a převzal správu otcova panství Dorff, které bylo na něj Intabulováno roku 1837. 18. září 1843 byl uveden mezi hornorakouské stavy. Jeho manželkou byla Karoline Redtenbacher. Měli jednoho syna Sigmunda Christopha. Roku 1888 byl Eduard von Hayden povýšen na barona.
V roce 1848 se zapojil do revoluce, zasedl na Hornorakouském zemském sněmu a byl zvolen za poslance celoněmeckého Frankfurtského parlamentu.
Do politiky se vrátil po obnovení ústavního systému vlády. Zasedal jako poslanec Hornorakouského zemského sněmu, kam byl zvolen v letech 1861, 1871 a 1884. Od 12. dubna 1861 do 23. února 1867, znovu krátce od 21. září do 21. prosince 1871 a opětovně od 5. listopadu 1889 byl členem zemského výboru.
Působil taky jako poslanec Říšské rady (celostátního parlamentu Předlitavska), kam nastoupil v doplňovacích volbách roku 1880 za kurii velkostatkářskou v Horních Rakousích. Slib složil 30. listopadu 1880. Mandát zde obhájil ve volbách roku 1885 a volbách roku 1891. Ve vídeňském parlamentu zasedal do své smrti roku 1895. Ve volebním období 1879–1885 se uvádí jako rytíř Eduard von Hayden, statkář, bytem zámek Dorff. V parlamentu se zaměřoval na agrární témata.
V roce 1881 se uvádí jako konzervativní poslanec. Jako jeden z mála hornorakouských konzervativních poslanců se tehdy nepřipojil k nově ustavenému poslaneckému Liechtensteinově klubu. Po volbách roku 1885 se uvádí coby člen konzervativního Hohenwartova klubu. V roce 1887 je ovšem již zmiňován jako člen Liechtensteinova klubu, který byl konzervativně a katolicky orientovaný.
Zemřel v březnu 1895.